# Murase Yuta
Yuta Murase (sinh ngày 28 tháng 10 năm 1989) là một cầu thủ bóng đá người Nhật Bản.

## Sự nghiệp câu lạc bộ
Yuta Murase đã từng chơi cho Matsumoto Yamaga FC.